# Metilfeniltetrahidropiridin N-monooksigenaza
Metilfeniltetrahidropiridin -monooksigenaza (EC 1.13.12.11, metilfeniltetrahidropiridinska N-monooksigenaza) je enzim sa sistematskim imenom 1-metil-4-fenil-1,2,3,6-tetrahidropiridin:kiseonik N-oksidoreduktaza. Ovaj enzim katalizuje sledeću hemijsku reakciju
1-metil-4-fenil-1,2,3,6-tetrahidropiridin + O2 {\displaystyle \rightleftharpoons } 1-metil-4-fenil-1,2,3,6-tetrahidropiridin N-oksid + metanol
Ovaj enzim je flavoprotein.

## Literatura
- Nicholas C. Price; Lewis Stevens (1999). Fundamentals of Enzymology: The Cell and Molecular Biology of Catalytic Proteins (Third изд.). USA: Oxford University Press. ISBN 019850229X.
- Eric J. Toone (2006). Advances in Enzymology and Related Areas of Molecular Biology, Protein Evolution (Volume 75 изд.). Wiley-Interscience. ISBN 0471205036.
- Branden C; Tooze J. Introduction to Protein Structure. New York, NY: Garland Publishing. ISBN 0-8153-2305-0.
- Irwin H. Segel. Enzyme Kinetics: Behavior and Analysis of Rapid Equilibrium and Steady-State Enzyme Systems (Book 44 изд.). Wiley Classics Library. ISBN 0471303097.

## Spoljašnje veze
- Methylphenyltetrahydropyridine+N-monooxygenase на 